# Den Sidste Samurai
Den Sidste Samurai (originaltitel: The Last Samurai) er en amerikansk film fra 2003, instrueret af Edward Zwick og med Tom Cruise i hovedrollen. Filmen udspiller sig i 1870'ernes Japan.
Tom Cruise portrætterer en amerikansk officer, hvor personlige og følelsesmæssige konflikter bringer ham i kontakt med samurai (japanske krigere) i kølvandet af Meiji-restaurationen i Japan. Filmens plot er inspireret af Satsuma-oprøret i 1877, der blev anført af Saigō Takamori. Oprøret var en fortvivlet modstand af Vestens politiske og militære indgriben i Japans suverænitet og integritet. Fortællingen rummer militære slag, hvor de traditionelle japanske våben såsom bue og pil samt samuraisværd blev anvendt i kampen mod de moderne våben fra Vesten (fx gevær og kanon). Tom Cruise trænede Kendo som forberedelse til hans rolle i "den sidste samurai".